# Крістіна Шадоба
Крістіна Шадоба (груз. კრისტინა შადობა; нар. 1 січня 1987) — грузинська футболістка, воротар. Виступала за національну збірну Грузії.

## Клубна кар'єра
З 2005 по 2008 рік виступала за «Динамо» (Тбілісі) в жіночому чемпіонаті Грузії. 8 лютого 2008 року офіційно зарестрована як гравчиня «Трабзонспора». Починаючи з сезону 2008/09 років протягом трьох сезонів виступала в Першій лізі Туреччини. За цей час провела 40 матчів, а також відзначилася двома голами.
У групі А7 жіночого Кубку УЄФА 2007/08 (попередник жіночої Ліги чемпіонів УЄФА), зіграла в двох матчах за грузинський клуб «Динамо» (Тбілісі). Після того, як її наступний клуб «Трабзонспор» став переможцем турецького чемпіонату за підсумками сезону 2008/09 років, зіграла в трьох матчах групи D жіночої Ліги чемпіонів УЄФА 2009/10. 

## Кар'єра в збірній
У 3-му раунді групового етапу кваліфікації чемпіонату Європи 2011 року зіграла 1 матч за національну збірну Грузію.
Виступала в матчі групи 2 кваліфікаційному раунді чемпіонату Європи 2013.

## Клубна статистика
Станом на 17 квітня 2011
| Клуб               | Сезон     | Ліга                 | Ліга  | Ліга | Континентальні | Континентальні | Національні | Національні | Загалом | Загалом |
| Клуб               | Сезон     | Дивізіон             | Матчі | Голи | Матчі          | Голи           | Матчі       | Голи        | Матчі   | Голи    |
| ------------------ | --------- | -------------------- | ----- | ---- | -------------- | -------------- | ----------- | ----------- | ------- | ------- |
| «Динамо» (Тбілісі) | 2005–2008 | чемпіонат Грузії     |       |      | 2              | 0              | 3           | 0           | 5       | 0       |
| «Динамо» (Тбілісі) | Загалом   | Загалом              |       |      | 2              | 0              | 3           | 0           | 5       | 0       |
| «Трабзонспор»      | 2008–09   | Перша ліга Туреччини | 16    | 0    | –              | –              | 0           | 0           | 16      | 0       |
| «Трабзонспор»      | 2009–10   | Перша ліга Туреччини | 6     | 2    | 3              | 0              | 0           | 0           | 9       | 2       |
| «Трабзонспор»      | 2010–11   | Перша ліга Туреччини | 18    | 0    | –              | –              | 4           | 0           | 22      | 0       |
| «Трабзонспор»      | Загалом   | Загалом              | 40    | 2    | 3              | 0              | 4           | 0           | 47      | 2       |

## Досягнення
«Динамо» (Тбілісі)
- Чемпіонат Грузії
  -  Чемпіон (1): 2006/07

«Трабзонспор»
- Перша ліга Туреччини
  -  Чемпіон (1): 2008/09